# Paweł Charbicki
Paweł Charbicki (ur. 6 listopada 1965 w Łodzi) – polski piłkarz występujący na pozycji bramkarza.
Pierwszym klubem w karierze Charbickiego był CHKS Łódź. W połowie lat 80. wyjechał do Kętrzyna w celu odbycia służby wojskowej. Rozpoczął również występy w miejscowej Granicy. W listopadzie 1987 roku Charbickiego zatrudnili działacze Stomilu Olsztyn. Z klubem tym 7 lat później awansował do ekstraklasy. Przez kolejne 3 lata rozegrał 39 I-ligowych spotkań w barwach olsztyńskiego Stomilu. Wiosną 1998 roku zdecydował się zamienić biało-niebieskie barwy na trykot lokalnego rywala Stomilu, Warmii Olsztyn. Jednak już jesienią 1999 roku wyjechał do Nowego Dworu Mazowieckiego i tam podjął się gry w miejscowym Świcie. Pół roku później Charbicki zakończył karierę.